# NGC 3844
NGC 3844 (również PGC 36481 lub UGC 6705) – galaktyka spiralna (S0-a), znajdująca się w gwiazdozbiorze Lwa. Odkrył ją Heinrich Louis d’Arrest 8 maja 1864 roku. Należy do gromady galaktyk Abell 1367.